# Експромт (музика)
Експромт в музиці — музичний твір (як правило, написаний для фортепіано), скомпонований без підготовки і відразу записаний, зафіксований де-небудь. Цю назву композитори дають невеликим п'єсам, зазвичай поривчастого та імпровізаційного характеру.
Експромт повинен справляти враження імпровізації під впливом певного настрою або переживання даної хвилини (даної ситуації), але не обов'язково нею є.
Вперше слово «Impromptu» (експромт) для позначення свого твору застосував чеський композитор Ян Вацлав Воржішек в 1817 році. Найвідоміші композитори, які створювали твори в цьому жанрі — Франц Шуберт, Фредерік Шопен, Роберт Шуман.
З другої половини XIX століття жанр експромту стає досить рідкісним і з'являється в одиничних творах Скрябіна, Форе і ряду інших композиторів.
Зазвичай експромт відрізняється яскравим безпосереднім ліризмом, свободою музичного розвитку, імпульсивністю. Свобода форми в експромті відносна: експромти Шуберта або Шопена мають чітку, переважно трьохчастинну, структуру.